# Beépített szépség
A Beépített szépség (eredeti cím: Miss Congeniality) 2000-ben bemutatott amerikai–ausztrál filmvígjáték Donald Petrie rendezésében.

## Cselekmény
|  | Alább a cselekmény részletei következnek! |

A nyitó képsorokból megtudhatjuk, hogy Gracie már kislány korában is kemény balegyenesekkel szerzett érvényt akaratának az utcagyerekek között, s ez a tulajdonsága felcseperedvén sem változott meg. Az FBI akció-különítményében tevékenykedik több-kevesebb eredményességgel, ez idő tájt inkább kevesebbel, mint többel. Egy bevetés alkalmával pillanatnyi bizonytalankodása miatt az egyik társa súlyosan megsérül, emiatt főnöke rendelkezési állományba helyezi. Ráadásul kivétel nélkül férfi nemű társai sem a bájos hölgyet látják benne, igaz ugyan, ez ellen ő sem sokat tesz, ugyanúgy falja az amerikai rendőrök kultikus fánkját, disznó vicceket mesél, sörözik és böfög, meg szürcsölve eszi a levest, mint bármelyik pasi(rendőr). Amikor az FBI egy bejelentést kap, hogy a Polgár álnevű rettegett terrorista merényletet tervez az idei Miss America-választáson, kézenfekvő tervnek látszik valakit beépíteni a szépségkirálynő-jelöltek közé. Csakhogy az FBI-nak nem áll rendelkezésére a szükséges kvalitásokkal rendelkező ügynöknő. Aki megfelelő lenne, az éppen szülési szabadságon van, aki pedig hadra fogható, az a legnagyobb jóindulattal sem mondható szépnek. Végső megoldásként felötlik bennük: hiszen Gracie is nő, legyen ő a beépített ügynök! Ám a meglehetősen faragatlan trampliból a kiváló stylist-nak, és túlbuzgó menedzsernek Victor Mellingnek, is kemény munkába telik a kecses és szépséges jelölt megalkotása és kiképzése. Gracie-nek meg kell tanulnia nőiesen járni, viselkedni, csevegni. De ne legyenek kétségeink, a megfeszített munkát siker koronázza, a rút kiskacsa csodálatos hattyúvá változik. Gracie kap egy butácska nevet és máris mint Miss New Jersey jelenik meg a színen. A verseny rendezői aggódnak a rendőri jelenlét miatt. A váratlan eredmény mindenkit meglep, még a sorozatgyilkost is, aki besétál a csapdába. Úgy néz ki, a veszély végre elmúlt. Ám Gracie hatodik érzéke azt súgja, valami még mindig nincs rendben a szervezők ügyletei körül. Végül a gaz terroristák összeesküvése is lelepleződik, és a vágyott szerelem sem maradhat el.
|  | Itt a vége a cselekmény részletezésének! |

## Szereplők
| Szerep                             | Színész               | Magyar hang         |
| ---------------------------------- | --------------------- | ------------------- |
| Gracie Hart FBI-ügynök             | Sandra Bullock        | Györgyi Anna        |
| Eric Matthews FBI-ügynök           | Benjamin Bratt        | Görög László        |
| Victor Melling                     | Michael Caine         | Fülöp Zsigmond      |
| Stan Fields                        | William Shatner       | Botár Endre         |
| Kathy Morningside szépségkirálynő  | Candice Bergen        | Hámori Ildikó       |
| Frank Tobin/Frank Morningside      | Steve Monroe          | Kálloy Molnár Péter |
| Harry McDonald FBI-ügynök          | Ernie Hudson          | Jakab Csaba         |
| Clonsky ügynök FBI-ügnök           | John DiResta          | Kerekes József      |
| Cheryl Frasier (Miss Rhode Island) | Heather Burns         | Roatis Andrea       |
| Karen Krantz (Miss New York)       | Melissa De Sousa      | Haumann Petra       |
| Mary Jo Wright (Miss Texas)        | Deirdre Quinn         | Major Melinda       |
| Leslie Williams (Miss California)  | Wendy Raquel Robinson |                     |
| Alana Krewson (Miss Hawaii)        | Asia De Marcos        | Nagy-Németh Borbála |
| Harris ügynök                      | Ken Thomas            | Kálid Artúr         |
| Jerry Grant FBI-ügynök             | Gabriel Folse         |                     |
| Alan                               | Eric Ian Goldberg     |                     |

## Filmzene
1. Salt-N-Pep – "None of Your Business"
2. The Commitments – "Mustang Sally"
3. Tom Jones – "She's A Lady"
4. Los Lobos – "Mustang Sally"
5. Deirdre Quinn – "You Light Up My Life"
6. A Teens – "Dancing Queen"
7. Awet Andemicael – "The Queen of the Night"
8. Jon Clarke – "4 or 5"
9. Razumovsky Symphony Orchestra – "Semper Fidelis"
10. The Recliners – "Bill Bailey, Won't You Please Come Home"
11. The Recliners – "Semper Fidelis"
12. P.Y.T. – "Anywhere USA"
13. "Lara's Theme" a Doktor Zsivágóból (1965)
14. Southern Culture on the Skids – "Liquored Up and Lacquered Down"
15. Groove Armada – "If Everybody Looked the Same"
16. Red Venom – "Let's Get It On"
17. Bosson – "One In A Million"
18. Baha Men – "Get Ya Party On"
19. William Shatner – "Miss United States"
20. Bob Schneider – "Bullets"

## Díjak és jelölések
- Golden Globe-díj (2001) – Legjobb eredeti filmdal jelölés – Bosson – One In a Million
- Golden Globe-díj (2001) – Legjobb színésznő – zenés film és vígjáték kategória jelölés: Sandra Bullock